# Kulanite
La kulanite est une espèce minérale composée de phosphate de baryum, du groupe des phosphates et du sous-groupe des phosphates anhydres avec anions étrangers, de formule Ba(Fe2+,Mn,Mg)2Al2(PO4)3(OH)3.

## Inventeur et étymologie
La kulanite a été décrite en 1976 par J. A. Mandarino et B. D. Sturman ; elle fut nommée ainsi en l'honneur d'Alan Kulan, prospecteur qui découvrit le premier échantillon étudié.

## Topotype
- Crosscut Creek[2], Area 1 (Kulan Camp), Rapid Creek[3]/ Big Fish River[4], Dawson Mining District, Yukon Territory, Canada
- Les échantillons de référence sont déposés au Royal Ontario Museum de Toronto au Canada, ainsi qu'au National Museum of Natural History de Washington.

## Cristallographie
- Paramètres de la maille conventionnelle : a = 9,014 Å, b = 12,074 Å, c =4,926 Å, β = 100,48 °, Z = 2, V = 527,18 Å3
- Densité calculée = 3,92

## Cristallochimie
- La kulanite forme une série avec la penikisite.
- Elle sert de chef de file à un groupe de minéraux isostructuraux.

### Groupe de la kulanite
- Kulanite Ba(Fe2+,Mn,Mg)2Al2(PO4)3(OH)3,  P 21/m ; 2/m
- Penikisite Ba(Mg,Fe2+)2Al2(PO4)3(OH)3, {\displaystyle P}1; 1
- Bjarébyite (Ba,Sr)(Mn2+,Fe2+,Mg)2Al2(PO4)3(OH)3, P 21/m ; 2/m
- Perloffite Ba(Mn,Fe2+)2Fe3+2(PO4)3(OH)3, P 21/m ; 2/m
- Johntomaïte Ba(Fe2+,Ca,Mn2+)2Fe3+2(PO4)3(OH)3, P 21/m ; 2/m

## Gîtologie
- La kulanite se trouve sous la forme :

- d'un produit d'altération dans les fractures de la formation de fer sidéritique (Cross-cut Creek, Canada) ;
- de disséminations et de veinules dans les pegmatites granitiques (Xiyuantou, Chine).

## Minéraux associés
- Penikisite, quartz, sidérite, fluorapatite, rapidcreekite, brazilianite, arrojadite, anatase, goyazite (Cross-cut Creek, Canada)
- Palermoïte, montebrasite, triphylite (Palermo #1 mine, New Hampshire, États-Unis).

## Habitus
La kulanite se trouve sous forme de cristaux aplatis pouvant atteindre 1,5 centimètre, mais aussi en cristaux tabulaires, ou encore agrégée en rosettes. Elle se trouve souvent en intercroissance avec la penikisite.

## Gisements remarquables
- Canada

Crosscut Creek, Area 1 (Kulan Camp), Rapid Creek/ Big Fish River, Dawson Mining District, Yukon Territory
- Chine

Xiyuantou pegmatite, Nanping pegmatite field, comté de Zhenghe, Nanping Prefecture, Province du Fujian
- États-Unis

Palermo No. 1 Mine (Palermo #1 pegmatite) Carrière Charles Davis, Groton, Comté de Grafton
Midnight Owl Mine (Lithia King Mine; Lithium King Mine; Midnight Owl pegmatites), Independence Gulch, White Picacho District, Comté de Yavapai